# Psectrocladius versicolor
Psectrocladius versicolor är en tvåvingeart som beskrevs av Jean-Jacques Kieffer 1918. Psectrocladius versicolor ingår i släktet Psectrocladius och familjen fjädermyggor.
Artens utbredningsområde är Turkiet. Inga underarter finns listade i Catalogue of Life.